# ラダガイスス
ラダガイスス（Radagaisus、? - 405年/406年8月23日）は、5世紀初頭に西ローマ帝国への侵攻を指揮した異教徒のゴート族の酋長である。キリスト教国である西ローマ帝国の首都ローマを焼き払おうと考えていたとされており、約2万人の戦士からなる彼の軍は、アルプスを越えてフィレンツェを包囲することに成功したが、ゴート族と同じく蛮族とされていたヴァンダル系の血筋を持つ将軍スティリコ率いるローマ軍の到着後敗北し、フィエーゾレへ逃亡を図ったのち処刑された。
表記ではラダガイスとも。

## 背景・経緯
ラダガイスス軍との戦いは、5世紀初頭にローマ帝国が直面した大きな戦役の一つであり、最も顕著なのは376年のゴート族の一派であったテルヴィンゲン（羅：tervingi）らによるドナウ川横断と378年のアドリアノープルの戦いに続く比較的平和な時期の末に起こった、410年のアラリックによるローマ略奪であった。この直前には406年12月31日、アラン人、スエビ人、ヴァンダル人の連合軍がライン川を渡ってガリアに侵入した（ライン川渡河）のである。 
452年の『クロニカ・ガリカ（en:Chronica Gallica of 452）』によると、ラダガイススの軍は3つの独立分隊に分かれ、それぞれを指揮するリーダーがいたという。この短いニュースは様々な解釈を引き起こし、その結果、401年にラエティアでローマ軍と戦ったヴァンダルとアランの一団がゴート族の長と同盟を結んだとする説が提案されている。敗戦後、再び北に集結し、同年末にライン川を渡った集団と同じになったはずだという。
そして408年、それまでローマに忠誠を誓っていたフン族の武将ウルディンがゲルマン人の一部族であるスキリア人と同盟を結び、ドナウ川を渡ってカストラ・マトリス（en:Castra Martis）を征服したのである。ブルグント族も移動し、国境の向こう側の居住地から、ローマ帝国のゲルマニア・インフェリオル州に属する地域に侵入を開始した。この民族移動は、フン族が4世紀末にヴォルガ草原に置いていた拠点をさらに西に移動させたことに端を発しているのかどうかは、議論のあるところである。

## ローマ侵略へ

### 生い立ちなど

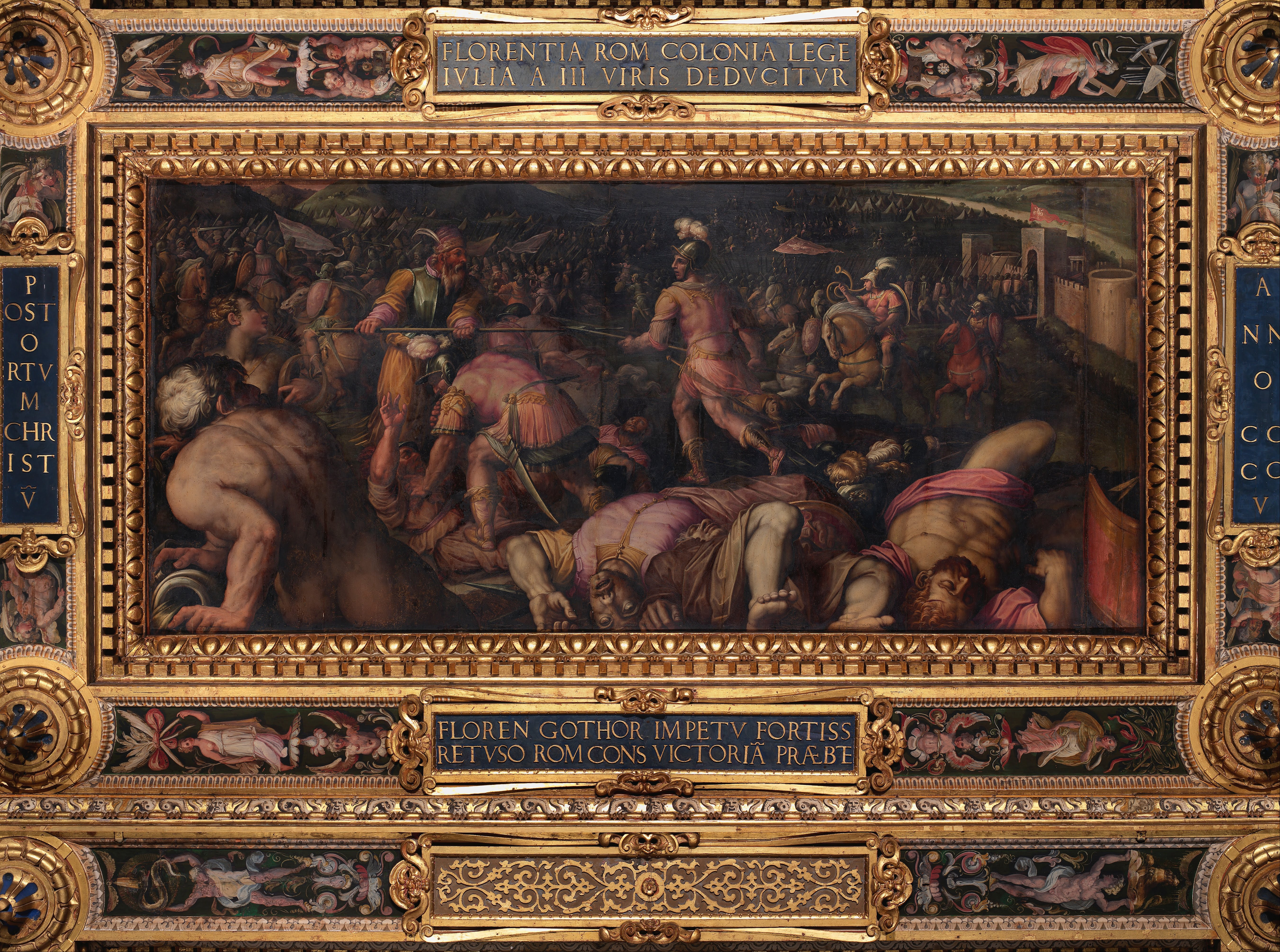
ジョルジョ・ヴァザーリの絵画『Defeat of Radagaiso below Fiesole』（1563年 - 1565年制作）

「ゴート族の王」と呼ばれることもあるラダガイススはゴート族の中でも特に有名な人物であるが、生い立ちや前半生などは不明である。ゾシモスだけは例外で、ケルト人とゲルマン人の混血と記述しているが、これはおそらくアラン人、スエビ人、ヴァンダル人の軍隊によるガリア侵攻と混同している。現代の研究者の中には、ラダガイススをより正確に東ゴート族やグルトゥンゲン（en:Greuthungi）と同定することを提唱する者もいる。 西ゴート族はすでにキリスト教に改宗していたのに、当時を生きたオロシウスは自身の従者が異教徒であったと主張しているが、改宗は完全ではなく、特にドナウ川の北に残った人々には改宗しなかった者もいるため、決定的な手掛かりにはならないという。
ラダガイススは他の蛮族の長とは異なり、血に飢えていたと言われており、オロシウスの記述には「ラダガイススは古今東西の敵の中で最も恐ろしい存在で、突然イタリア全土を襲い水浸しにした。彼は、そのような蛮族の習慣のように、自分の神々を称えるためにローマ人の血をすべて飲むと約束した。」とある。ヨルダネスが551年頃著した『ゲチカ (Getica)』は初期のゴート族について記した書物のうち内容が残るものとして知られているが、5世紀初頭時点でラダガイススの名前を出しておらず、『ロマーナ』ではラダガイススがスキタイ人であったとしている（§ 321にて）。

### 西ローマ帝国への攻撃（405・406年）
ラダガイススの軍には、戦闘員だけでなく、女性や子供も含めた多くの非戦闘員が加わっていた。コンスタンディヌーポリ総主教フォティオス1世は『図書総覧（ビブリオテーケー）』の中で、ラダガイススが約1万2000人の貴族を従えていたと述べており（詳細は後述）、一方でアウグスティヌスはその数を十数万人とし（『神の国』第5巻・第23章）、オロシウスによれば20万人（『歴史』第7巻）、ゾシムスは40万人と言っているが、いずれも信憑性はないようである。敗戦後、1万2000人の兵士がローマ軍に加わわったことと、上記の通り相当数の兵士が奴隷として売られたことを考慮し、この種の部隊の通常の非戦闘員の割合に従うと、ゴート軍は総人口約10万人に対し2万人以上であったはずである。
『神の国』の同章ではエピルスでゴート族のリーダーであるアラリックが西ゴート族の軍隊とともに、イリュリクムを東ローマ帝国から買収せんとしていたスティリコの接近を待っていたとされるがこの計画はラダガイススの攻撃により崩れ去ったという。
ラダガイススは405年に行軍を開始し、フン族の圧力から逃れてバルカンを経由せずにイタリアに侵攻したことからおそらくカルパティア山脈より西のパンノニア平原のどこかから出発し、発見された貨幣の分布から、東ノリクムと上パンノニアの間の地域を横断し、軍の前進から逃れた多くの難民に先導されてアルプスを横断したと思われる。ゴート人はアクイレイア経由でイタリアに入り、ポー川流域に到達するとほとんど抵抗を受けず、おそらく半年以上にわたって北へ移動し補給することができた。ラダガイススはついにフィレンツェまで進出し、ローマ軍が到着したときには包囲され今にも降伏しようとしていた。
この頃、フラウィア・ソルウァ（Flavia Solva）は焼け落ち、ほとんど廃墟と化し、アグントゥム（Aguntum）は火災で壊滅的な被害を受けた。アルプス山脈を越えて進軍してきたラダガイススの軍に先立ち、不特定多数の難民が逃亡した。同時代の人々は、アリウス派のキリスト教徒がラダガイススの軍に入り更にその軍は拡大したと述べている。このような状況の推移を受けてローマ人の間には反キリスト教感情が広がった。オロシウスの記述には「ローマ帝国の要塞を脅かしたとき、異教徒は皆、疑念を抱いた。豊富な力と神々の支えによって強力な敵が来たのだ。すべてが嘆きで満たされ、直ちに犠牲の刷新と厳粛な実行が語られ、不届き者は市中に憤慨し、キリストの名は至る所で侮られた。」とある。
ラダガイススの軍は、西ローマ帝国が軍を動員している間、少なくとも6ヶ月は北イタリアを支配していたが、最終的にフィレンツェに辿り着き包囲を行った。ラダガイススの深刻な脅威に直面し、当時西ローマ帝国の事実上の支配者であった、一部ヴァンダル出身のローマの将軍スティリコは、大軍の調達を迫られ、406年4月、皇帝ホノリウスの勅令により、志願兵の募集が行われ、30連隊（ヌメリ）、総勢約15,000人が現在のリグーリア州からティキヌム（現在のパヴィア）に集結し、ゴート族、サルスの指揮するアラン族の補助部隊、さらに同盟国であるウルディン率いるフン族によって編成された。ラダガイススが長きにわたって自由に行動できたのは、スティリコが軍隊を編成するのに時間がかかったためと思われるが、この軍の到着で状況は一変した。
ゴート軍は包囲を解いてフィエーゾレ周辺の山地に後退せざるを得なくなり、そこで今度は封鎖されてしまった。また、オリンピオドルスの記述によれば、スティリコがゴート族の首長たちを説得して味方を変えさせたということである（後年ではさらに見解を改めている）。フィエーゾレにおける戦闘の経過については諸説ある（歴史学者のピーター・ヘザーは、ラダガイススが逃亡を図ったのは、軍内の反乱によるものだろうと推測している一方で、オロシウスは飢えにより戦わずして軍が壊滅したとしている）が、ラダガイススは結局逃げようとしたところを捕らえられ、405年か406年の8月23日に処刑され、息子たちも一部が同時期に処刑されている。アラリック1世は、条約によりイリュリクムに赴任したため、この一連の動向全体を通じて動きを見せなかった。

## 結果
ラダガイススの軍に与した者たちのうち、1万2千人ほどがローマ軍に加わり、残りは市場に溢れるほどの数の奴隷として売られ、一人当たりの価格は最悪の家畜のレベルであるソリドゥス金貨2枚分にまで落ち込んだという。408年8月13日、簒奪者コンスタンティヌス3世との戦いに派遣しようとしたホノリウスに対し、ティキヌムで反乱を起こしたのは主にこのゴート族の兵士たちであり、この反乱により最終的に同年8月22日にはスティリコが処刑されることになった。スティリコの死は、その死の主犯格とも言えるオリュンピウスの推進する強力な反ゴート政策の始まりをもたらし、それまでローマ軍に組み込まれていたゴート人兵士の虐殺が画策され、その家族が一斉に殺された。その結果、残りの兵士はアラリック側に付き、大量の奴隷（おそらくラダガイススの部隊からも多数）もアラリック側に付いた。 410年にローマを襲撃したアラリックのゴート族は、後年西ゴート族と呼ばれる民族であるが、実際には376年にドナウ川を渡ったテルヴィンゲンとグルトゥンゲン（grutungi）が、405年〜406年にイタリアに侵攻したラダガイススの信者と合併して生まれたものであった。

## 死後の文献について
ラダガイススと410年のローマ略奪の歴史を知る上で、古代の重要な資料となるのが、エジプト生まれの歴史家・外交官・詩人で、407年から425年の期間についての著作を書いたオリンピオドルス（Olympiodorus of Thebes）である。オリンピオドロスの著書は失われてしまったが、ビザンツ帝国の学者でもあったコンスタンディヌーポリ総主教フォティオス1世が『図書総覧』で要約したことにより、その抜粋が残されている。オリンピオドロスは大使としての仕事を通して、412年と413年にコンスタンティノープルからの使節としてフン族のもとに向かうなどして何度も旅をしており、特に情報通であったとされている。この時代について取り扱った歴史家は他に5世紀のソゾメヌス（Sozomenos）と6世紀のゾシムス（Zosimus (historian)）がおり、両名ともオリンピオドロスの要約に部分的に依拠しているものの完全に厳密というわけではなく、一部を誤って解釈している。ラダガイススに関する記述は、ほぼ同じ時代の著作であるオロシウスの『異教徒に反駁する歴史』、アウグスティヌスの『神の国』、やや遅れて452年の『クロニカ・ガリカ（Chronica Gallica of 452）』の年表にも見出すことができる。